# Коцбек, Эдвард
Эдвард Коцбек (словен.  Edvard Kocbek, 27 сентября 1904, Свети Юрий об Шчавници, под Марибором, Нижняя Штирия, Австро-Венгрия — 3 ноября 1981, Любляна) — словенский поэт, прозаик, драматург, общественный и политический деятель.

## Биография

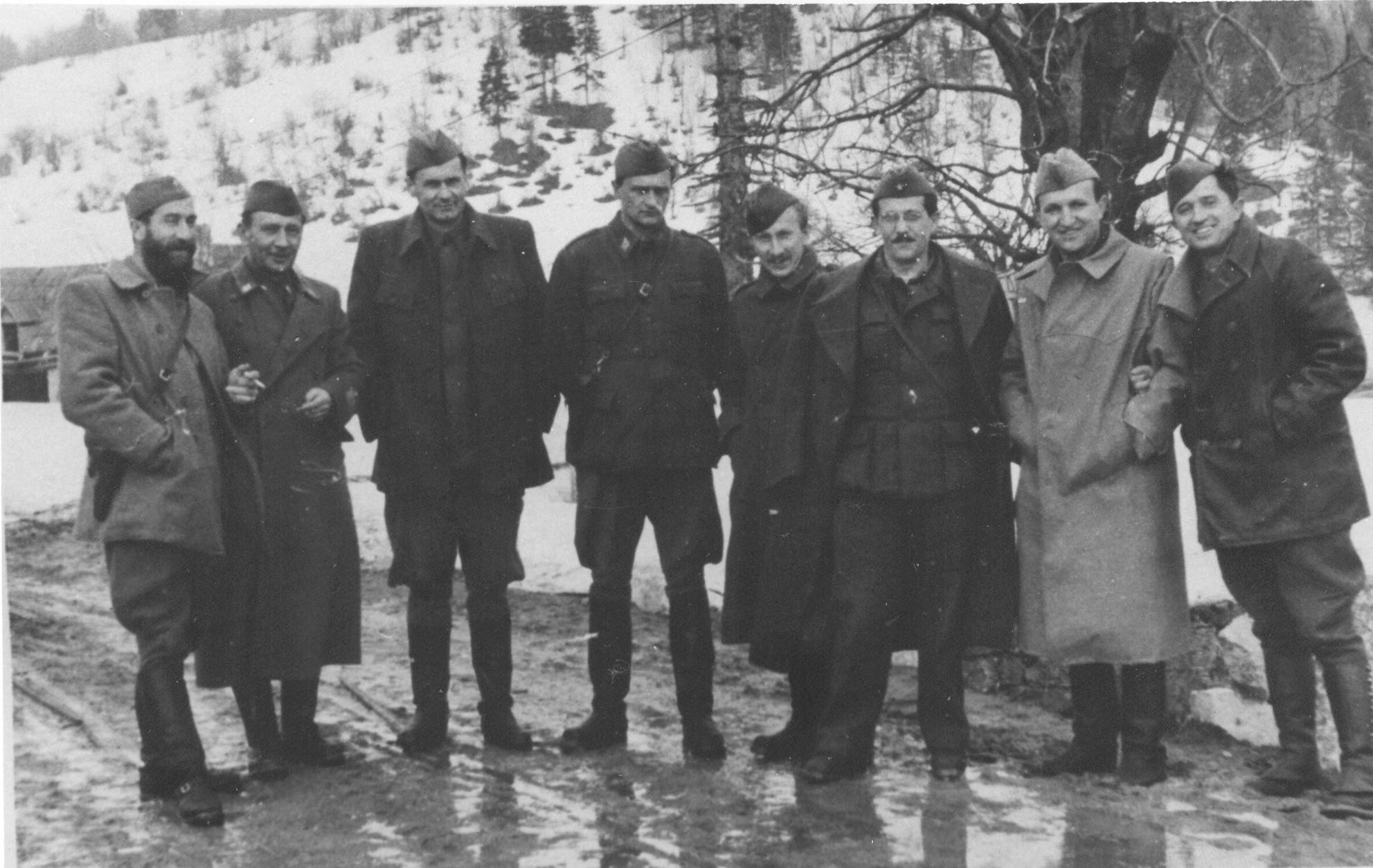
Слева направо: Влада Зечевич, Сулейман Филипович, Родолюб Чолакович, Тодор Вуясинович, Эдвард Коцбек, Эдвард Кардель, Владимир Бакарич и Раден Голубович

Сын церковного органиста. Два года изучал богословие в Мариборе, затем перевелся на романскую филологию в Люблянский университет (1927—1930). Работал учителем, принадлежал к левым католикам, находившимся под влиянием Романо Гвардини (в 1928—1929 Коцбек слушал в Берлине лекции Гвардини), сотрудничал с католическими журналами Крест и Дом и мир. Во время пребывания во Франции в 1931—1932 познакомился и сблизился с французскими персоналистами. С началом гражданской войны в Испании выступил с резкой критикой позиции испанского духовенства, что вызвало крайнее недовольство верхов словенского католичества и стало поводом для закрытия журнала Дом и мир, где были опубликованы Мысли об Испании Коцбека. В 1938—1943 издавал персоналистский журнал Дело. После вторжения нацизма выступил одним из основателей Освободительного фронта, находился в подполье, затем присоединился к югославским партизанам.
После войны — министр Словении в союзном правительстве, заместитель председателя Народного собрания Республики Словения. Однако после выхода в свет книги автобиографических новелл Страх и мужество (1951), поднявшей вопрос о моральном выборе и человеческой цене действий антифашистского подполья и партизанского Сопротивления, был снят со всех постов, вытеснен из политической и общественной жизни, оказался в полной изоляции, попал под негласное наблюдение спецслужб (впрочем, персональное дело № 584 на него было заведено уже в 1944) . За ним следили и на него доносили, среди прочих, близкие друзья, особенно активным был известный писатель и публицист Йоже Яворшек. Коцбек занимался в это время переводами с французского и немецкого (Бальзак, Мопассан, Экзюпери, Макс Фриш). После публикации в 1975 в триестинском журнале Залив, руководимом Борисом Пахором и Алоизом Ребулой, интервью писателя, в котором он резко осудил массовую расправу над более чем 10 тысячами членов движения Словенское домобранство и их близких югославскими партизанами (Блайбургская бойня), Коцбек на несколько лет фактически оказался под домашним арестом, против него была развернута кампания публичной травли. От судебного преследования его спасло активное вмешательство интеллектуалов Запада, большую поддержку ему оказал Генрих Бёлль. Стихи Коцбека печатались в журнале Континент (1976).

## Творчество и признание
Первую книгу стихов Коцбек опубликовал в 1924. После нескольких десятилетий замалчивания его творчество нашло с конца 1980-х годов признание в стране и за рубежом, его произведения переведены на многие европейские языки, монографии о нем опубликованы на английском, французском, немецком, итальянском, польском. Стихи и проза Коцбека оказали значительное влияние на последующие поколения словенских писателей (Марьян Рожанц, Йоже Сной, Дане Зайц, Драго Янчар, Томаж Шаламун и др.).
Именем поэта названы улицы в Любляне и Целе. К его столетию, широко отпразднованному в Словении, в одном из парков Любляны был в 2004 установлен памятник писателю. Была выпущена почтовая марка с его портретом ().

## Произведения

### Стихи
- Первые стихи/ Prve pesmi (1924)
- Земля/ Zemlja (1934)
- Ужас/ Groza (1963, премия Прешерна)
- Донесение/ Poročilo (1969)
- Избранные стихотворения/ Zbrane pesmi  (1977)

### Проза
- Tovarišija (1949)
- Страх и мужество/ Strah in pogum (1951)
- Свидетельство/ Listina (1967)
- Krogi navznoter (1977)

### Драмы
- Plamenica (1920-е годы)
- Mati in sin (ок. 1920)
- Noč pod Hmeljnikom (1943).

## Публикации на русском языке
- Стихи в переводе Василия Бетаки
- Стихи в переводе Владимира Бурича